# Botryllophilus abbotti
Botryllophilus abbotti – gatunek widłonoga z rodziny Botryllophilidae. Nazwa naukowa tego gatunku skorupiaków została opublikowana w 1989 roku przez zoologów Shigeko Ooishi i Paula Louisa Illga.